# Lara Salden
Lara Salden (Belgio, 29 gennaio 1999) è una tennista belga.

## Carriera
Lara Salden ha vinto 6 titoli in singolare e 22 titoli in doppio nel circuito ITF. Il 16 novembre 2020 ha ottenuto il suo best ranking nel singolare piazzandosi alla 246ª posizione, mentre il 4 novembre 2024 ha raggiunto il miglior piazzamento mondiale nel doppio alla 114ª posizione.
Salden si era ritirata dal tennis professionistico nell'agosto 2022, per dare priorità alla sua salute mentale, per poi fare il suo ritorno nel circuito nel 2023.

## Statistiche WTA

### Doppio

#### Sconfitte (1)
| Legenda              |
| -------------------- |
| Grande Slam (0)      |
| Argenti Olimpici (0) |
| WTA Finals (0)       |
| WTA Elite Trophy (0) |
| Dal 2021             |
| WTA 1000 (0)         |
| WTA 500 (0)          |
| WTA 250 (1)          |

| N. | Data            | Torneo                    | Superficie | Compagna      | Avversarie in finale         | Punteggio |
| 1. | 3 novembre 2024 | Mérida Open Akron, Mérida | Cemento    | Magali Kempen | Quinn Gleason Ingrid Martins | 4-6, 4-6  |

## Statistiche ITF

### Singolare

#### Vittorie (6)
| Torneo $100.000 (0) |
| Torneo $80.000 (0)  |
| Torneo $75.000 (0)  |
| Torneo $60.000 (0)  |
| Torneo $50.000 (0)  |
| Torneo $40.000 (0)  |
| Torneo $25.000 (0)  |
| Torneo $15.000 (6)  |

| N. | Data            | Torneo                                               | Superficie      | Avversaria in finale | Punteggio     |
| 1. | 14 luglio 2018  | Knokke Zoute Ladies Open, Knokke                     | Terra rossa     | Hanna Kubarava       | 6–2, 7-5      |
| 2. | 26 agosto 2018  | BNP Paribas Fortis Ladies Open, Wanfercée-Baulet     | Terra rossa     | Lucie Wargnier       | 6-0, 6-3      |
| 3. | 2 dicembre 2018 | Milovice Indoor Open, Milovice                       | Cemento (i)     | Nefisa Berberović    | 4-6, 6-4, 7-5 |
| 4. | 9 dicembre 2018 | Jablonec Indoor Open, Jablonec nad Nisou             | Sintetico (i)   | Magdaléna Pantůčková | 6-3, 3-6, 6–4 |
| 5. | 8 novembre 2020 | Lousada Indoor Open, Lousada                         | Cemento (i)     | Susan Bandecchi      | 6-4, 6-3      |
| 6. | 20 marzo 2022   | Internationaux de Tennis Féminin de Gonesse, Gonesse | Terra rossa (i) | Sofia Samavati       | 6-2, 7-6(6)   |

#### Sconfitte (6)
| Torneo $100.000 (0) |
| Torneo $80.000 (0)  |
| Torneo $75.000 (0)  |
| Torneo $60.000 (0)  |
| Torneo $50.000 (0)  |
| Torneo $40.000 (0)  |
| Torneo $25.000 (4)  |
| Torneo $15.000 (2)  |

| N. | Data              | Torneo                                           | Superficie  | Avversaria in finale   | Punteggio        |
| 1. | 26 agosto 2018    | Rotterdam Open, Rotterdam                        | Terra rossa | Marina Bassols Ribera  | 2-6, 6(4)-7      |
| 2. | 31 marzo 2019     | Fuji Yakuhin Women's Cup, Kōfu                   | Cemento     | Giulia Gatto-Monticone | 2-6, 1-6         |
| 3. | 29 settembre 2019 | Open GDF SUEZ Clermont-Ferrand, Clermont-Ferrand | Cemento (i) | Urszula Radwańska      | 7-6(2), 3-6, 1-6 |
| 4. | 20 settembre 2020 | Città di Grado Tennis Cup, Grado                 | Terra rossa | Sina Herrmann          | 4-6, 5-7         |
| 5. | 13 maggio 2023    | Carinthian Ladies Lake´s Trophy, Pörtschach      | Terra rossa | Carolina Kuhl          | 1-6, 6-1, 4-6    |
| 6. | 20 maggio 2023    | Carinthian Ladies Lake´s Trophy, Feld am See     | Terra rossa | Sofia Costoulas        | 3-6, 1-6         |

### Doppio

#### Vittorie (22)
| Torneo $100.000 (0) |
| Torneo $80.000 (1)  |
| Torneo $75.000 (0)  |
| Torneo $60.000 (0)  |
| Torneo $50.000 (0)  |
| Torneo $40.000 (5)  |
| Torneo $25.000 (10) |
| Torneo $15.000 (6)  |

| N.  | Data              | Torneo                                                    | Superficie      | Compagna             | Avversarie in finale                   | Punteggio           |
| 1.  | 25 agosto 2017    | BNP Paribas Fortis Ladies Open, Wanfercée-Baulet          | Terra rossa     | Chelsea Vanhoutte    | Marie Benoît Kimberley Zimmermann      | 6-3, 7-6(3)         |
| 2.  | 17 marzo 2018     | Internationaux de Gonesse, Gonesse                        | Terra rossa (i) | Camille Sireix       | Helena Jansen Figueras Francisca Jorge | 6-3, 7-6(3)         |
| 3.  | 24 marzo 2018     | Open du Havre, Le Havre                                   | Terra rossa (i) | Camille Sireix       | Tayisiya Morderger Yana Morderger      | 2–6, 6–2, [10–7]    |
| 4.  | 25 agosto 2018    | BNP Paribas Fortis Ladies Open, Wanfercée-Baulet          | Terra rossa     | Camille Sireix       | Michaela Boev Catherine Chantraine     | 6-2, 6-3            |
| 5.  | 1º dicembre 2018  | Milovice Indoor Open, Milovice                            | Cemento (i)     | Dar'ja Kružkova      | Dagmar Dudlaková Joanna Zawadzka       | 6-0, 6-2            |
| 6.  | 10 agosto 2019    | Flanders Ladies Trophy Koksijde, Koksijde                 | Terra rossa     | Kimberley Zimmermann | Suzan Lamens Anna Pribjlova            | 6-1, 6(3)-7, [11-9] |
| 7.  | 28 settembre 2019 | Open GDF SUEZ Clermont-Ferrand, Clermont-Ferrand          | Cemento (i)     | Ulrikke Eikeri       | Lou Brouleau Ioana Loredana Roșca      | 6–1, 6–4            |
| 8.  | 31 ottobre 2020   | Lousada Indoor Open, Lousada                              | Cemento (i)     | Susan Bandecchi      | Claudia Giovine Angelica Moratelli     | 6-4, 6-3            |
| 9.  | 21 novembre 2020  | Open Gran Canaria Nosolotenis, Las Palmas de Gran Canaria | Terra rossa     | Kimberley Zimmermann | Suzan Lamens Eva Vedder                | 6-1, 6-3            |
| 10. | 5 marzo 2021      | Movistar World Tennis Tour, Manacor                       | Cemento         | Réka Luca Jani       | Anna Bondár Tereza Mihalíková          | 6-4, 7-5            |
| 11. | 26 settembre 2021 | Wiesbaden Tennis Open, Wiesbaden                          | Terra rossa     | Anna Bondár          | Arianne Hartono Olivia Tjandramulia    | 6(9)–7, 6–2, [10–4] |
| 12. | 13 agosto 2022    | Falnders Ladies Trophy Koksijde, Koksijde                 | Terra rossa     | Magali Kempen        | Amelie Van Impe Hanne Vandewinkel      | 6-2, 6-2            |
| 13. | 3 giugno 2023     | ITF Women Troisdorf, Troisdorf                            | Terra rossa     | Sofia Costoulas      | Tilwith Di Girolami Chiara Scholl      | 7-6(4), 6-4         |
| 14. | 11 novembre 2023  | Heraklion Women's, Heraklion                              | Terra rossa     | Daniela Vismane      | Oana Gavrilă Sapfo Sakellaridi         | 6-4, 6-3            |
| 15. | 9 dicembre 2023   | Magic Tours by FTT, Monastir                              | Cemento         | Magali Kempen        | Katharina Hobgarski Sapfo Sakellaridi  | 6(5)-7, 6-4, [10-4] |
| 16. | 20 gennaio 2024   | Magic Tours by FTT, Monastir                              | Cemento         | Ema Kovacevic        | Oana Gavrilă Yasmine Mansouri          | 3–6, 6–1, [10–8]    |
| 17. | 10 febbraio 2024  | Lexus GB Pro-Series Edgbaston, Edgbaston                  | Cemento (i)     | Magali Kempen        | Ali Collins Yuriko Miyazaki            | 7-6(6), 6-2         |
| 18. | 1º giugno 2024    | La Marsa Women's Tennis Tour, La Marsa                    | Cemento         | Magali Kempen        | Katarína Kužmová Radka Zelníčková      | 6-4, 7-6(5)         |
| 19. | 28 giugno 2024    | Open Generali Ciudad de Palma del Río, Palma del Río      | Cemento         | Martyna Kubka        | Rutuja Bhosale Sophie Chang            | 6-2, 6-1            |
| 20. | 10 agosto 2024    | Flanders Ladies Trophy Koksijde, Koksijde                 | Terra rossa     | Magali Kempen        | Laura Böhner Funa Kozaki               | 6-4, 6-0            |
| 21. | 16 agosto 2024    | Ciudad de Ourense, Ourense                                | Cemento         | Martyna Kubka        | Matilde Jorge Anna Rogers              | 3-6, 6-3, [10-8]    |
| 22. | 31 agosto 2024    | TeReMeer Open Ladies NRW Grand Prix, Meerbusch            | Terra rossa     | Magali Kempen        | Gina Marie Dittmann Vivien Sandberg    | 6-3, 6-0            |

#### Sconfitte (9)
| Torneo $100.000 (0) |
| Torneo $80.000 (0)  |
| Torneo $75.000 (0)  |
| Torneo $60.000 (1)  |
| Torneo $50.000 (0)  |
| Torneo $40.000 (1)  |
| Torneo $25.000 (3)  |
| Torneo $15.000 (4)  |

| N. | Data              | Torneo                                            | Superficie      | Compagna          | Avversarie in finale                  | Punteggio         |
| 1. | 16 settembre 2017 | Hammamet Open, Hammamet                           | Terra rossa     | Chelsea Vanhoutte | Victoria Bosio María Herazo González  | 4-6, 3-6          |
| 2. | 10 marzo 2018     | Tournoi International Féminin de l'AAC, Amiens    | Terra rossa (i) | Camille Sireix    | Julie Belgraver Isabelle Haverlag     | 6(4)-7, 2-6       |
| 3. | 9 giugno 2018     | Tennis Organisation Cup, Adalia                   | Terra rossa     | Margaux Bovy      | Julija Kulikova Anna Ureke            | 4–6, 7–5, [6–10]  |
| 4. | 20 luglio 2018    | Iris Ladies Trophy, Bruxelles                     | Terra rossa     | Camille Sireix    | Linda Puppendahl Sabrina Rittberge    | 2-6, 2-6          |
| 5. | 20 luglio 2019    | Baja Ladies Open, Baja                            | Terra rossa     | Réka Luca Jani    | Melanie Klaffner Mayar Sherif         | 2-6, 6-4, [8-10]  |
| 6. | 22 febbraio 2020  | AEGON Pro Series Glasgow, Glasgow                 | Cemento (i)     | Clara Tauson      | Myrtille Georges Kimberley Zimmermann | 6(2)–7, 6(5)–7    |
| 7. | 20 ottobre 2023   | Open Féminin 50, Cherbourg-en-Cotentin            | Cemento (i)     | Yasmine Mansouri  | Martyna Kubka Jibek Kulambaeva        | 0-6, 3-6          |
| 8. | 13 ottobre 2024   | The Campus Carby VW Ladies Open, Quinta do Lago   | Cemento         | Magali Kempen     | Matilde Jorge Justina Mikulskytė      | 6-2, 4-6, [12-14] |
| 9. | 26 ottobre 2024   | Challenger Banque Nationale de Saguenay, Saguenay | Cemento (i)     | Magali Kempen     | Dalayna Hewitt Anna Rogers            | 1-6, 5-7          |